# Cei patruzeci și cinci
Romanul „Cei Patruzeci și Cinci“, (în franceză „Quarante-cinq”) a fost scris de către Alexandre Dumas tatăl și Auguste Maquet între anii 1847 și 1848.